# Sve o Evi
Sve o Evi (eng. All About Eve) je američka drama iz 1950. godine koju je napisao i režirao Joseph L. Mankiewicz, a koja se temelji na kratkoj priči "The Wisdom of Eve" autorice Mary Orr iz 1946. godine.
U filmu su glavne uloge ostvarile Bette Davis kao Margo Channing, visoko cijenjena, ali ostarjela Broadwayska glumica i Anne Baxter kao Eve Harrington, mlada obožavateljica glumice koja ulazi u njezin život i uskoro zaprijeti njezinoj karijeri i privatnim odnosima. George Sanders, Celeste Holm, Hugh Marlowe, Barbara Bates, Gary Merrill i Thelma Ritter također glume u filmu u kojem je jednu od svojih najranijih uloga ostvarila Marilyn Monroe.
U vrijeme njegove kino distribucije, filmska kritika pisala je hvalospjeve, a sam film nominiran je za rekordnih 14 nagrada Oscar (jedini film s istim brojem nominacija do danas je Titanic iz 1997. godine) od kojih je osvojio njih 6, uključujući one za najbolji film i najboljeg redatelja. Sve o Evi do danas je jedini film u povijesti čije su čak četiri glumice nominirane za nagradu Oscar (Davis i Baxter u kategoriji glavne ženske uloge, a Holm i Ritter u kategoriji sporedne ženske uloge). 1990. godine Sve o Evi postao je jedan od prvih 50 filmova odabranih za očuvanje u nacionalnom filmskom registru SAD-a. 1998. godine na listi najboljih američkih filmova svih vremena Američkog filmskog instituta, Sve o Evi zauzeo je 16. mjesto.

## Radnja
Tijekom ceremonije dodjele nagrada, Eve Harrington (Anne Baxter) - nova i sjajna zvijezda Broadwaya - dobiva nagradu Sarah Siddons za ulogu Core u predstavi Footsteps on the Ceiling. Kazališni kritičar Addison DeWitt (George Sanders) kroz zlobnu naraciju objašnjava ceremoniju i prisjeća se na koji je zapravo način Eve postala slavna.
Radnja se vraća godinu dana unatrag. Margo Channing (Bette Davis) jedna je od najvećih zvijezda Broadwaya, ali unatoč njezinom uspjehu ona stari; upravo je navršila četrdesetu i u potpunosti je svjesna što to znači za njezinu karijeru. Jedne večeri nakon predstave njezina najbolja prijateljica Karen Richards (Celeste Holm), žena uglednog pisca kazališnih komada Lloyda Richardsa (Hugh Marlowe) upoznaje vjernu obožavateljicu Eve Harrington u hladnoj uličici ispred kazališta. Prepoznavši je od ranije (Eve tvrdi da je vidjela svaku glumačku izvedbu svog idola u predstavi Aged in Wood), Karen ju odvodi iza pozornice kako bi upoznala Margo. Eve u Marginoj svlačionici uskoro grupi ljudi koji uključuju Karen i Lloyda, Marginog dečka Billa Sampsona (Gary Merrill), redatelja koji je osam godina mlađi od nje, te Marginu pomoćnicu Birdie (Thelma Ritter) govori da je pratila sve Margine kazališne izvedbe do New Yorka nakon što ju je vidjela po prvi puta u San Franciscu. Ispriča im dirljivu priču o svom teškom životu, uključujući i dio kad je bila siroče i kad je izgubila svog mladog muža u Drugom svjetskom ratu. Čini se poniznom i u potpunosti idolizira Margo. Uskoro se Margo sprijatelji s Eve koja se seli u njezin dom i postaje njezina asistentica te zapostavlja Birdie kojoj se Eve od početka ne sviđa.
I dok izvana Eve ostavlja dojam osobe koja samo želi pomoći Margo i biti joj na usluzi, ona joj konstantno radi iza leđa i pokušava postati njezina zamjena na pozornici (uzrokuje svađe između Margo i Lloyda te između Margo i Billa) te kuje zavjeru s nevinom Karen kako bi Margo propustila važnu performansu. Znajući unaprijed da će upravo ona biti ta koja će nastupiti u predstavi umjesto Margo, Eve pozove gradske kazališne kritičare te ostvaruje trijumf. Uskoro pokušava zavesti Billa koji ju odbija. Nakon oštre kolumne u novinama kritičara Addisona, Margo i Bill se pomiruju, večeraju s Richardsesima i odlučuju vjenčati. Te iste večeri u restoranu Eve ucjenjuje Karen da nagovori Lloyda da joj dodijeli ulogu Core; u protivnom će reći Margo da je zbog nje propustila nastup u važnoj kazališnoj predstavi. Prije nego Karen uopće uspije popričati s Lloydom, Margo na sveopće iznenađenje izjavljuje da ne želi više glumiti lik Core. Eve dobiva ulogu i pokušava se uspeti još više na ljestvici popularnosti koristeći kritičara Addisona koji postaje sumnjičav. Netom prije premijere u kazalištu Shubert u New Havenu, Eve prezentira Addisonu svoj sljedeći plan: oženiti se s Lloydom za kojeg smatra da joj je izjavio ljubav i da planira napustiti suprugu te da će za nju pisati najbolje kazališne komade. Addison, bijesan što ga pokušava iskoristiti, otkriva Eve da zna kompletnu pozadinu njezine priče i da je sve ono što je rekla prve večeri bila laž. Njezino pravo ime je Gertrude Slescynski i ona nije nikakva ratna udovica niti siroče niti pratiteljica Margine turneje. Prije nego što je upoznala Margo, plaćeno joj je da ode iz grada nakon afere sa svojim šefom, pivarom iz Wisconsina. Addison ucjenjuje Eve i govori joj da se ona neće oženiti s Lloydom niti s ikim drugim; u zamjenu za Addisonovu šutnju, ona sada "pripada" njemu.
Radnja filma vraća se na uvodnu sekvencu gdje Eve, sada prava zvijezda Broadwaya koja kreće prema Hollywoodu, dobiva svoju nagradu. U svom toplom govoru zahvaljuje Margu i Bill, Lloydu i Karen dok ju oni potpuno hladno promatraju. Nakon ceremonije, Eve daje svoju nagradu Addisonu i bježi s tuluma organiziranog u njezinu čast te se vraća kući gdje se susreće s mladom srednjoškolskom obožavateljicom koja je ušla u njezin stan i slučajno zaspala. Mlada djevojka izražava divljenje prema Eve i nudi da joj spakira kovčeg za put u Hollywood. "Phoebe" (Barbara Bates), kako djevojka tvrdi da se zove, otvara vrata na kojima Addison stoji s Eveinom nagradom. I dok ona flertuje s kritičarom, Addison joj daje nagradu i odlazi. Na upit Eve tko je to bio na vratima, Phoebe laže i kaže da je bio taksist koji je ostavio nagradu. Dok se Eve odmara u drugoj sobi, Phoebe na sebe stavlja Evein elegantni kostim i stane ispred nekoliko ogledala držeći nagradu kao da je u pitanju kruna. Ona se naginje, kao da zahvaljuje na nagradi uz gromoglasan pljesak i trijumfalnu glazbu u pozadini.

## Produkcija

### Podrijetlo priče
Podrijetlo priče Sve o Evi vezano je za anegdotu glumice Elisabeth Bergner o kojoj je kratku priču napisala Mary Orr. Dok je nastupala u predstavi The Two Mrs. Carrolls tijekom 1943. i 1944. godine, Bergner je dopustila mladoj obožavateljici da postane dio njezine svakodnevice zaposlivši je kao svoju asistenticu. Ipak, kasnije se pokajala zbog te odluke nakon što ju je djevojka pokušala potkopati. Govoreći o njoj samo kao o "okrutnoj djevojci", Bergner je ispričala svoju anegdotu Orr koja ju je iskoristila kao bazu sa svoju kratku priču "The Wisdom of Eve" (1946.). U priči Orr djevojku čini još nemilosrdnijom i dopušta joj da ukrade karijeru starije glumice. Bergner je kasnije u svojoj autobiografiji Bewundert viel, und viel gescholten potvrdila navedenu anegdotu.
1949. godine Mankiewicz je razmišljao o pisanju priče o ostarjeloj glumici i, nakon što je pročitao "The Wisdom of Eve", osjetio da bi upravo ta priča bila savršena za adaptaciju. Poslao je dopis producentu Darrylu F. Zanucku u kojem je naglasio da se "priča podudara s mojoj originalnom idejom i mogao bih ih iskombinirati. Susan Hayward bila bi savršena za ulogu." Mankiewicz je uskoro predstavio svoj projekt zajedničkih priča pod naslovom Best Performance. Promijenio je ime glavnog lika (Margola Cranston) u Margo Channing te zadržao nekoliko Orrinih likova kao što su Eve Harrington, Lloyd i Karen Richards te gđica Caswell, dok je u potpunosti maknuo lik Marginog muža i zamijenio ga s novim likom Billom Simpsonom. Namjera je bila da se Channing nađe u novoj vezi kako bi ona omogućila Eve Harrington prijetnju Marginoj karijeri, ali i osobnom životu. Mankiewicz je za potrebe filma također dodao likove Addisona DeWitta, Birdie Coonan, Maxa Fabiana i Phoebe.
Zanuck je bio oduševljen i predložio je još nekoliko stvari za poboljšanje scenarija. U nekim dijelovima osjećao je da Mankiewiczu nedostaje suptilnosti, dok je u drugim bio previše eksplicitan. Predložio je da se prorijedi ljubomora Birdie Coonan na Eve kako publika ne bi prepoznala Eve kao negativca sve do drugog dijela filma. Zanuck je skratio scenarij za pedesetak stranica i odabrao naslov Sve o Evi iz naracije na početku filma u kojoj lik Addisona DeWitta kaže da će uskoro "otkriti Evu... Otkriti sve o Evi, zapravo."

### Dodjela uloga
Bette Davis dobila je ulogu Margo Channing nakon što je Claudette Colbert ozlijedila leđa i bila prisiljena povući se s projekta netom prije početka njegovog snimanja. Davis, koja je par mjeseci prije završila 18-godišnji rad s tvrtkom Warner Brothers nakon nekoliko loše prihvaćenih filmova, kasnije je izjavila da je pročitala scenarij u dahu i, budući ga je smatrala jednim od najboljih koje je ikad vidjela, odmah prihvatila ulogu. Lik Margo Channing originalno je bio zamišljen kao puno uglađeniji i komičan, ali nakon što je Davis dobila ulogu, Mankiewicz je izmijenio lik koji je postao abrazivan. Od ostalih glumica koje su bile razmatrane za ulogu Margo Channing prije Colbert su bile originalna Mankiewiczeva inspiracija Susan Hayward koju je Zanuck odbio jer je bila "previše mlada", Marlene Dietrich (odbijena jer je bila "previše Njemica") i Gertrude Lawrence koja je ispala iz igre nakon što je njezin agent predložio: "Ne bi li bilo lijepo da Gertie sjedi pokraj glasovira i pjeva?". Zanuck je želio Barbaru Stanwyck, ali ona nije bila dostupna. Tallulah Bankhead i Ingrid Bergman također su razmatrane za ulogu, kao i Joan Crawford, ali je ona u to vrijeme već radila na filmu The Damned Don't Cry. Iako je Mankiewicz izražavao veliko zadovoljstvo s Davis, kako s njezinom profesionalnošću, tako i s odrađenom ulogom, kasnijih se godina konstantno zapitkivao kako bi film izgledao da je u njemu glumila Colbertica. 
Anne Baxter provela je cijelo desetljeće glumeći u sporednim ulogama i osvojivši prestižnu filmsku nagradu Oscar 1946. godine u kategoriji najbolje sporedne glumice za film The Razor's Edge. Dobila je ulogu Eve Harrington nakon što je prvi izbor, Jeanne Crain, zatrudnjela. Crain je bila na vrhuncu popularnosti, a do svoje etablirane karijere došla je upravo zahvaljujući ulogama simpatičnih heroina; Zanuck se zbog toga bojao da joj nedostaje "droljaste virtuoznosti" koja je bila potrebna za ulogu pa ju publika nikad ne bi prihvatila kao lik koji obmanjuje.
Uloga Billa Simpsona originalno je zamišljena za Johna Garfielda ili Ronalda Reagana. Reaganova buduća supruga Nancy Davis razmatrana je za ulogu Karen Richards, a Jose Ferrer za ulogu Addisona DeWitta. Zsa Zsa Gabor bila je vrlo aktivna u svojoj molbi za ulogu Phoebe ne znajući da su je producenti ionako imali na umu, skupa s Angelom Lansburry za ulogu gđice Caswell.
Mankiewicz je bio oduševljen glumicom Thelmom Ritter pa je lik Birdie Coonan i napisao striktno za nju, a nakon što su njih dvoje zajedno radili za filmu Pismo trima ženama iz 1949. Budući u priči Coonan prva posumnja u vjerodostojnost Eve Harrington, redatelj je bio uvjeren da će Ritter biti savršena za ulogu. Marilyn Monroe, relativno nepoznata u to vrijeme, dobila je ulogu gđice Caswell za koju DeWitt kaže da je "diplomirala u dramskoj školi Copacabana". Monroe je dobila ulogu nakon lobiranja njezinog agenta, unatoč Zanuckovoj početnoj antipatiji i uvjerenju da bi se ona puno bolje snašla u komedijama. Originalno je Angela Lansburry bila razmatrana za tu ulogu. Neiskusna Monroe morala je ponavljati čak 11 puta scenu s Bette Davis u predvorju kazališta; nakon što se Davis naljutila na nju, Monroe je otišla povraćati. U manjim ulogama u filmu našli su se Gregory Ratoff kao producent Max Fabian, Barbara Bates kao Phoebe (mlada obožavateljica Eve Harrington) i Walter Hampden kao voditelj ceremonije na dodjeli nagrada.

### Glumačka postava
- Bette Davis kao Margo Channing
- Anne Baxter kao Eve Harrington
- George Sanders kao Addison DeWitt
- Celeste Holm kao Karen Richards
- Gary Merrill kao Bill Simpson
- Hugh Marlowe kao Lloyd Richards
- Thelma Ritter kao Birdie
- Gregory Ratoff kao Max Fabian
- Marilyn Monroe kao gđica Caswell
- Barbara Bates kao Phoebe

## Kritike
Film Sve o Evi dobio je izrazito pozitivne kritike nakon svečane premijere održane u New Yorku 13. listopada 1950. godine. Iste godine u kina je pušten i snažan suparnik Bulevar sumraka koji je također pobrao kritičarske hvalospjeve pa se ova dva filma često uspoređuju. Kritičaru Bosleyju Crowtheru film se svidio, a napisao je da se radi o "lijepoj produkciji Darryla Zanucka, odličnoj glazbi i klasnoj, superiornoj filmskoj satiri".
Filmski kritičar Roger Ebert iz Chicago Sun Timesa hvalio je film, istaknuvši da je lik Bette Davis "veteranske glumice Margo Channing u filmu Sve o Evi njezina najveća filmska uloga". Kolekcija kritika nakon izlaska filma sakupljena je na popularnoj internet stranici Rottentomatoes.com gdje su sve kritike pozitivne. Web stranica Boxoffice.com piše da se radi o "klasičnom američkom filmu - suštinskom prikazu nemilosrdne ambicije u industriji zabave s legendarnim glumačkim performansama Bette Davis, Anne Baxter i Georgea Sandersa te jednim od najboljih filmova redatelja zlatnog doba Hollywooda Josepha L. Mankiewicza. To je film koji mora imati svaki kolekcionar na svojoj polici, bez obzira radi li se o VHS ili DVD izdanju. To je klasik koji zaslužuje puno bolji tretman od onoga koje mu daje Fox."

## Nagrade

### Oscar
Film Sve o Evi nominiran je u rekordnih 14 kategorija prestižne filmske nagrade Oscar, a osvojio je njih 6:
- Najbolji film
- Najbolji redatelj (Joseph L. Mankiewicz)
- Najbolji scenarij (Joseph L. Mankiewicz)
- Najbolji sporedni glumac (George Sanders)
- Najbolja crno-bijela kostimografija (Edith Head i Charles Le Maire)
- Najbolji zvuk (Thomas T. Moulton)
- Najbolja glavna glumica (Bette Davis)
- Najbolja glavna glumica (Anne Baxter)
- Najbolja sporedna glumica (Celeste Holm)
- Najbolja sporedna glumica (Thelma Ritter)
- Najbolja crno-bijela scenografija (George W. Davis, Thomas Little, Walter M. Scott i Lyle R. Wheeler)
- Najbolja crno-bijela kamera (Milton R. Krassner)
- Najbolja montaža (Barbara McLean)
- Najbolja originalna glazba (Alfred Newman)[9]

### Zlatni globus
Film Sve o Evi nominiran je u šest kategorija za nagradu Zlatni globus, a osvojio je jednu:
- Najbolji scenarij - Joseph L. Mankiewicz
- Najbolji film (drama)
- Najbolja glumica (drama) - Bette Davis
- Najbolji redatelj - Joseph L. Mankiewicz
- Najbolji sporedni glumac - George Sanders
- Najbolja sporedna glumica - Thelma Ritter

### Nagrada Sarah Siddons
Na početku filma prisustvujemo fiktivnoj ceremoniji dodjele nagrada koju DeWitt opisuje kao "najveću počast znanu kazalištu: nagrada Sarah Siddons za uvaženo postignuće." 1952. godine mala grupa istaknutih posjetitelja kazališta iz Chicaga započela je s dodjelom navedene nagrade čija skulptura čak i izgleda poput one na filmu. Dodjeljuje se svake godine, a neke od prethodnih dobitnica su Bette Davis i Celeste Holm.

## Tematika filma
Filmski kritičari i akademici tijekom godina raspravljali su o raznim temama filma. Rebecca Flint Marx u svojoj kritici za Allmovie spominje antagonizam koji je postojao između Broadwaya i Hollywooda u to vrijeme, ističući da "scenarij sumira cijeli niz bolno prepoznatljivih kazališnih tipova - od starenja, egoizma i izvana poslušnog, a iznutra sklonog spletkama moćnog kritičara lažnog šarma." Roger Ebert u svojoj internet kritici kaže da Eve Harrington predstavlja "univerzalni tip", a da se sam film fokusira na zaplet oko starenja glavne glumice, uspoređujući ga s filmom Bulevar sumraka. Slična je kritika i Marca Leeja iz 2006. godine za Daily Telegraph u kojoj opisuje podtekst kao "zavlačenje u mračne kutke zabavne industrije i stavljanje pod svjetlo problem starenja, pogotovo kad su u pitanju glumice." Knjiga Figuring Age: Women, Bodies, Generations (Theories of Contemporary Culture) iz 1999. godine autorice Kathleen Woodward također razmatra temu starenja glumica koja se pojavila u mnogim filmovima tijekom 50-tih i 60-tih godina prošlog stoljeća, a u kojoj se spominje film Sve o Evi. Ona smatra da Margo ima tri opcije: "Kako bi nastavila s radom, mora nastaviti glumiti mladu ženu, iako se za to više ne čini zainteresiranom. Također može zauzeti poziciju ljute kučke, kraljice drame (drama queen). Ili može prihvatiti tijek starenja. Margo se na kraju odlučuje za potonje, prihvaćajući svoju poziciju i osjećajući se gubitnicom."
Profesor Roger J. Corber, ekspert za homofobiju u kulturološkom kontekstu hladnog rata u SAD-u postavlja tezu da je fundamentalna tema filma Sve o Evi ona u kojoj norma heteroseksualnosti (pogotovo one patrijarhalnog braka) mora izdržati pod pritiskom ženske dominacije i homoseksualizma. Njegovane heteroseksualne veze Margo i Billa te Karen i Lloyda služe kao kontrast za predatorsko-sterilne karijerističke homoseksualne likove Eve i Addison koji žive bez imalo ljubavi. Eve upotrebljava svoju fizikalnu feminiziranost kao oružje kojim pokušava razoriti brakove dvaju parova, a ekstremni cinik Addison služi kao model Evinoj budućnosti. Na primjer, nedugo nakon što je Eve obavila telefonski razgovor s Lloydom Richardsom u namjeri da mu razori brak, prikazana je kako ulazi u svoju sobu s kolegicom koja je sudjelovala u tom zlokobnom planu, držeći se za ruke, obje obučene za spavanje. Čak i filmski kritičar Kenneth Geist, iako kritizira knjigu All About All About Eve autora Sama Staggsa u kojoj se ovaj poziva na homoseksualne filmske elemente, svejedno priznaje postojanje Evine lezbijske ljubavi i to ne samo u navedenoj sceni. Geist konstatira da je Mankiewicz "bio izrazito prezriv prema muškoj i ženskoj homoseksualnosti", iako je sam Mankiewicz drugačije tvrdio u intervjuu gdje ističe da bi "društvo trebalo prestati proganjati homoseksualce".
Homoseksualnost je često povezivana s Komunizmom tijekom razdoblja hladnog rata i Josepha McCarthyja pa su kritičari pisali o suptilnoj, ali centralnoj hladno-ratovskoj naraciji u filmu. Budući da je u vrijeme snimanja filma na snazi bila zabrana prikazivanja homoseksualaca u medijima, vjeruje se da film sadržava mnogo suptilnosti vezanih upravo na tu temu. Međutim, bez obzira na ta ograničenja, Corber navodi upravo ovaj film kao pravi primjer vječne teme američkih filmova u kojima su homoseksualci opisani kao bezosjećajni grabežljivci. Dokumentarni film The Celluloid Closet također prihvaća ovu temu o kojoj Corber razglaba, uključujući i navođenje mnogih drugih filmova i primjera spomenute zabrane iz vremena kad je film Sve o Evi snimljen.
Još jedna važna tema u filmu, kada se gledaju okviri političkih ratova i seksualnosti, uključuje i pritisak na žene o prešutnoj suglasnosti poslije Drugog svjetskog rata. Ovaj pritisak kojim se nastavljaju "tradicionalne ženske uloge" posebno je istaknut u filmu kao snažan kontrast: Margo se prvo naruguje svojoj prijateljici Karen Richard smatrajući ju "sretnom malom kućanicom", da bi se na kraju filma potpuno preobrazila i u dugačkom, inspirativnom monologu sada promijenjene žene pričala o virtuoznosti braka te o tome da žena nikad ne može biti prava žena bez muškarca pored sebe. Upravo ova submisivnost i ženstvenost koja proizlazi iz Margo na kraju filma služi kao žestoki kontrast teatralnosti, borbenosti i samodopadnosti Margo kao karijeristice i dvoje homoseksualnih likova u prvom dijelu filma. Margo će predložiti Eve da svoju nagradu treba staviti "tamo gdje joj je srce", ali Eve na kraju ostaje bez srca. Tijekom večere dvoje bračnih parova vide Eve i Addisona u slično negativnom svjetlu, a Margo će se na glas zapitati kakav plan sad Eve smišlja u svom "grozničavom malom mozgu". Uz sve to, Evina korisnost kao osobne asistentice Margo na početku filma (što predstavlja suptilni prikaz istospolne intimne veze) ne sviđa se Birdie, pripadnici radničke klase koja odmah shvaća da je sve ono što je Eve rekla o svom pokojnom mužu čista izmišljotina. Birdie njezino ponašanje nije prirodno, a film se služi kontrastom njezine predatorske ćudi ("kopira svaki vaš pokret") s ljubavlju i toplinom kasnijeg oslanjanja na Billa. Pritisak o prešutnoj suglasnosti i jačanje patrijarhalnosti nakon povratka muškaraca iz rata, a nakon što je prikazana propaganda koja promovira kulturnu ikonu Rosie the Riveter (koja je predstavljala američke žene zaposlene u tvornicama za izradu oružja tijekom Drugog svjetskog rata), označena je kao "bezimeni problem" poznate feministkinje Betty Friedan.
Unatoč tome što su kritičari poput Corberta opisivali prisutnu homofobnost u filmu, Sve o Evi je već dugo vremena omiljeni film u homoseksualnim zajednicama, najvjerojatnije zbog svog šašavog prizvuka (djelomično i zbog same Davis) i generalne sofisticiranosti. Davis, koja je dugo godina imala snažnu potporu udruženja homoseksualaca, izrazila je svoju potporu istima u intervjuu iz 1972. godine za The Advocate.

## Adaptacije
Radio verzija Sve o Evi u kojoj Tallulah Bankhead nastupa u ulogi Margo Channing prezentirana je na NBC-jevoj The Big Show 16. studenog 1952. godine. Produkcija je značajna po tome što je Mary Orr, autorica originalne kratke priče prema kojoj je nastao film, odigrala ulogu Karen Richards. Od ostale glumačke ekipe svakako treba izdvojiti Alana Hewitta kao Addisona DeWitta (takđer i narator), Beatrice Pearson kao Eve Harrington, Dona Briggsa kao Lloyda Richardsa, Kevina McCarthyja kao Billa Simpsona, Florence Robinson kao Birdie Coonan i Stefana Schnabela kao Maxa Fabiana.
1970. godine film Sve o Evi poslužio je kao inspiracija za glazbeni mjuzikl Applause uz scenarij Betty Comden i Adolpha Greena, stihove Leeja Adamsa i glazbu Charlesa Strousea. U originalnoj produkciji Lauren Bacall bila je Margo Channing, a te sezone mjuzikl je proglašen najboljim na dodjeli nagrada Tony. Prikazan je 896 puta u Palace Theatreu na Broadwayu. Nakon što je Bacall napustila produkciju zamijenila ju je Anne Baxter u ulozi Margo Channing.

## U popularnoj kulturi
Glavni zaplet filma upotrebljen je bezbroj puta (često kao homage samom filmu), a jedan od najslavnijih primjera svakako je epizoda The Mary Tyler Moore Show iz 1974. godine naziva A New Sue Ann. U epizodi lik Sue Ann Nivens (Betty White), voditeljica popularnog kulinarskog lokalnog showa zapošljava mladu, lijepu i vrlo entuzijastičnu obožavateljicu kao svoju asistenticu, ali ova početnica vrlo brzo započne sabotirati svoju mentoricu u namjeri da ju zamijeni kao voditeljica showa. (Sue Ann se, za razliku od Margo Channing, na kraju ipak uspije oduprijeti pokušajima mlade djevojke da ukrade njezin uspjeh i zauzme njezino mjesto dajući joj otkaz.)
Istoimeni rock sastav svoje je ime dobio nakon što su njegova glavna pjevačica Julianne Regan i (tadašnja) bubnjarica Manuela Zwingmann pogledale film po prvi puta u kući svojih roditelja 1985. godine.
Epizoda popularne animirane serije Obitelj Simpson iz 2008. godine naziva All About Lisa također je bazirana na filmu. U epizodi Lisa postane asistentica klaunu Krustyju, na kraju dospjevši na njegovo mjesto na televiziji i osvojivši vrijednu nagradu.
Španjolski film nagrađen Oscarom iz 1999. godine redatelja Pedra Almodovara, Sve o mojoj majci, također ima slične elemente kao i film Sve o Evi. Sam naslov zapravo je homage ovom klasiku iz 1950. godine. U prvoj sceni, lik Manuele i njezin sin Esteban gledaju sinkroniziranu verziju filma na televiziji koji je preveden kao Eve Unveiled (u slobodnom prijevodu Otkrivena Eve). Esteban komentira da bi se film trebao zvati Sve o Evi. Kasnije u filmu on započinje pisati dnevnik o mami, kojeg naziva Sve o mojoj majci. Također u filmu Manuela nastupa umjesto Nine Cruz u ulozi Stelle u produkciji Tramvaja zvanog čežnja, navodeći bijes na Ninu koja ju optužuje da je "ista Eve Harrington!".
U epizodi Enough About Eve treće sezone serije Tračerica, Blair sanja da je Bette Davis u filmu Sve o Evi.
U petoj sezoni serije The L Word, obožavateljica postaje asistent Jenny dok ona režira film; kasnije obožavateljica ucjenjuje filmski studio da joj omogući režiranje tog filma i na kraju zamjenjuje Jenny.

## Vanjske poveznice
- Sve o Evi u internetskoj bazi filmova IMDb-a
- Sve o Evi scenarij sa stranice Internet Movie Script Database
- All About Eve na Rotten Tomatoes
- All About Eve na Filmsite.org
- Literatura o Sve o Evi